# YWHAH
YWHAH (англ. Tyrosine 3-monooxygenase/tryptophan 5-monooxygenase activation protein eta) – білок, який кодується однойменним геном, розташованим у людей на короткому плечі 22-ї хромосоми. Довжина поліпептидного ланцюга білка становить 246 амінокислот, а молекулярна маса — 28 219.
| 10         |  | 20         |  | 30         |  | 40         |  | 50         |
| ---------- |  | ---------- |  | ---------- |  | ---------- |  | ---------- |
| MGDREQLLQR |  | ARLAEQAERY |  | DDMASAMKAV |  | TELNEPLSNE |  | DRNLLSVAYK |
| NVVGARRSSW |  | RVISSIEQKT |  | MADGNEKKLE |  | KVKAYREKIE |  | KELETVCNDV |
| LSLLDKFLIK |  | NCNDFQYESK |  | VFYLKMKGDY |  | YRYLAEVASG |  | EKKNSVVEAS |
| EAAYKEAFEI |  | SKEQMQPTHP |  | IRLGLALNFS |  | VFYYEIQNAP |  | EQACLLAKQA |
| FDDAIAELDT |  | LNEDSYKDST |  | LIMQLLRDNL |  | TLWTSDQQDE |  | EAGEGN     |

A: Аланін

C: Цистеїн

D: Аспарагінова кислота

E: Глутамінова кислота

F: Фенілаланін

G: Гліцин

H: Гістидин

I: Ізолейцин

K: Лізин

L: Лейцин

M: Метіонін

N: Аспарагін

P: Пролін

Q: Глутамін

R: Аргінін

S: Серин

T: Треонін

V: Валін

W: Триптофан